# 1687 Glarona
1687 Glarona (1965 SC) là một tiểu hành tinh vành đai chính được phát hiện ngày 19 tháng 9 năm 1965 bởi Wild, P. ở Zimmerwald.